# Frances Howard

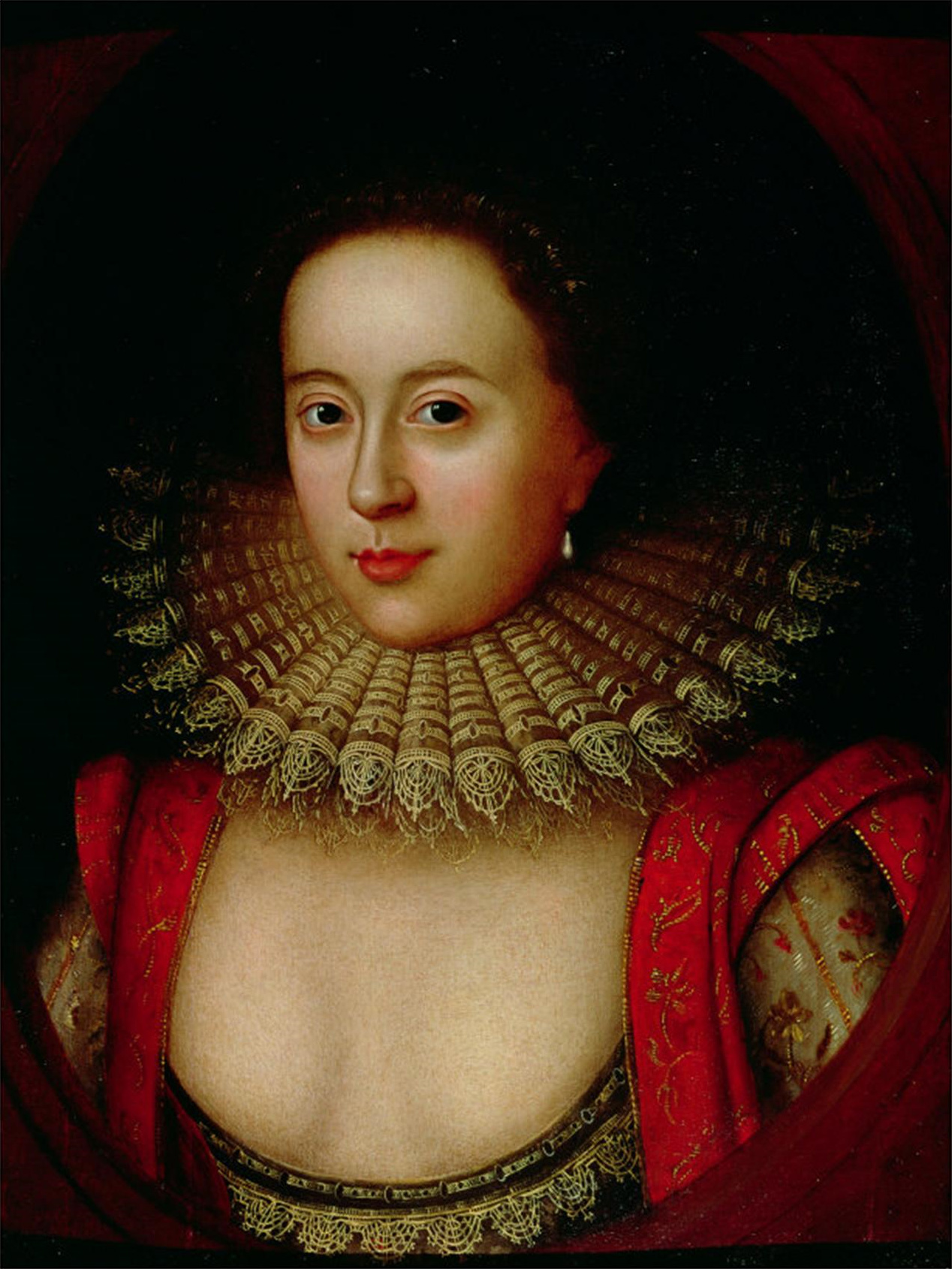
Frances Howard (Gemälde von William Larkin)

Lady Frances Howard (verheiratete: Frances Devereux, Countess of Essex; Frances Carr, Countess of Somerset) (* 31. Mai 1590; † 23. August 1632 in Chiswick) war eine englische Adlige. Das Verfahren zur Annullation ihrer Ehe mit Robert Devereux, 3. Earl of Essex mit dem Ziel Robert Carr, 1. Earl of Somerset heiraten zu können, löste einen öffentlichen Skandal aus. Nachdem klar wurde, dass sie im Zusammenhang mit dem Heiratsvorhaben mit dem Earl of Somerset für einen Mord verantwortlich war, löste dies einen der größten Skandale der Stuartzeit Englands aus. Weil James I. sie begnadigte, ist sie der Hinrichtung entgangen.

## Heirat mit dem Earl of Essex
Sie war eine Tochter von Thomas Howard, 1. Earl of Suffolk und dessen zweiter Frau Katherine Knyvett. 
Sie wurde 1606 mit Robert Devereux, 3. Earl of Essex verheiratet. Die Heirat hatte politische Hintergründe. Obwohl die Familie Howard weiterhin katholische Neigungen erkennen ließ, war sie wieder in der Umgebung des Königs zu finden. Die Howards waren Rivalen des Vaters des Bräutigams Robert Devereux, 2. Earl of Essex gewesen. Durch die Heirat sollte der Gegensatz beseitigt werden. In einigen Darstellungen wird angegeben, dass an dem Heiratsprojekt James I. maßgeblich beteiligt gewesen war. Im Beisein des Königs wurde die Hochzeit prunkvoll im Palace of Whitehall gefeiert. 
Wegen des jugendlichen Alters der beiden Eheleute wurde der Vollzug der Ehe um drei Jahre verschoben. Robert Devereux, 3. Earl von Essex begab sich auf seine Kavalierstour nach Europa. Seine Frau verbrachte ihre Zeit bei ihrer Mutter oder am Königshof.

## Annullierung der Ehe
Nach der Rückkehr von seiner Kavaliersreise, zeigte sich Essex aus psychischen oder physischen Gründen nicht in der Lage die Ehe zu vollziehen. Frances Howard ging um 1611/1612 eine Beziehung zu Robert Carr ein, der ein Favorit des Königs war. Möglicherweise hat ihre Familie diesen Schritt unterstützt, um ihren Einfluss auf den König zu stärken. 
Auch mit Unterstützung vom James I. haben die Howards eine Annullierung der Ehe beantragt. Mit der Entscheidung wurde eine spezielle Kommission der anglikanischen Kirche beauftragt. Sie kam zu dem Schluss, dass Essex zwar bei anderen Frauen keine Probleme gehabt hätte, er aber im Fall von Frances Howard unfähig gewesen sei, die Ehe zu vollziehen. Diese Diagnose beschädigte zwar die Reputation von Essex nur relativ gering, warf aber die Frage nach den Ursachen auf. Es wurde diskutiert, ob Hexerei eine Ursache sein könnte, aber die Meinung wurde bald wieder verworfen. Ein Teil der Kommissionsmitglieder, darunter George Abbot, der Erzbischof von Canterbury, sah sich zu keiner Entscheidung in der Lage. Erst nach dem Eingreifen des Königs kam im September 1613 eine Mehrheit für die Annullierung der Ehe wegen Impotenz von Robert Devereux zustande. 
Die Annullierung der Ehe wurde zu einem öffentlichen Skandal. Die Schuld wurde dabei Frances Howard zugeschrieben. Sie hätte Essex betrogen und sich ihm verweigert. Nur mit einem Trick hätte sie die Untersuchung ihrer Jungfräulichkeit vortäuschen können. Entsprechende Spottverse kursierten. 

## Mordkomplott
Drei Monate später heiratete Frances Howard Robert Carr. Dieser wurde zum Earl of Somerset erhoben, die Hochzeit wurde in einer prächtigen Zeremonie am Königshof gefeiert. 
Etwa zwei Jahre später im Jahr 1615 behauptete Sir Gervase Elwes, zuständig für das Gefängnis im Tower of London, dass der dort einsitzende Thomas Overbury durch Gift ermordet worden sei. Diese Mitteilung erfolgte zu einem Zeitpunkt als Carr die Gunst des Königs verloren hatte. Overbury war zehn Tage nachdem die Annullierung der Ehe zwischen Frances Howard und Essex verkündet worden war gestorben. Bis zur Aussage Elwes ging man von einer natürlichen Todesursache aus. 
Der unmittelbare Täter war der zuständige Gefängniswärter. Dieser beschuldigte als Anstifterin Frances Howard. Overbury war ein Vertrauter von Carr gewesen und hat sogar dessen anfängliche Annäherung an Frances Howard gefördert. Er lehnte aber eine weitergehende Beziehung zwischen beiden ab. Carr und Frances Howard sahen in Overbury eine Bedrohung ihrer Heiratspläne und ihre damit verbundenen politischen Ziele. Carr sorgte daraufhin für die Inhaftierung von Overbury. Frances sorgte zusammen mit einigen Komplizen für seine Vergiftung im Gefängnis. Während des Prozesses gegen ihre Komplizen wurde ihre Schuld festgestellt. Das Bekanntwerden ihrer Täterschaft löste einen großen öffentlichen Skandal aus. Sie wurde in der Öffentlichkeit etwa als Hexe oder Hure geschmäht. 
Seit Oktober 1615 war sie selbst inhaftiert. Zusammen mit ihrem Mann wurde sie angeklagt. Vor dem Beginn des Gerichtsverfahrens gestand sie und bekannte sich schuldig. Der König konnte sie mit Hinweis auf ihr Schuldbekenntnis und ihre Reue vor der Hinrichtung bewahren. Ihr Mann erklärte sich für unschuldig, wurde vom Gericht für schuldig befunden. Aber auch er wurde nicht hingerichtet. Die Komplizen waren hingerichtet worden. 
Das Paar blieb bis 1622 im Tower eingesperrt. Nach der Freilassung lebten sie zurückgezogen. An den Hof zurückkehren durften sie nicht.